# Benson County
Benson County är ett administrativt område i delstaten North Dakota, USA, med 6 660 invånare. Den administrativa huvudorten (county seat) är Minnewaukan.

## Geografi
Enligt United States Census Bureau har countyt en total area på 3 727 km². 3 577 km² av den arean är land och 153 km² är vatten.

### Angränsande countyn
- Towner County - nord
- Ramsey County - nordöst
- Nelson County - öst
- Eddy County - sydöst
- Wells County - sydväst
- Pierce County - väst